# Jacques de Lavardin
Jacques de Lavardin, actif entre 1575 et 1585, seigneur du Plessis-Bourot à Neuillé-le-Lierre, en Touraine, écuyer et gentilhomme de la maison du roi, est connu pour la traduction de deux ouvrages en français, La Célestine (La Celestina o Tragicomedia de Calixto y Melibea) de Fernando de Rojas et une chronique du règne de Gjergj Kastriot Skanderbeg par Marin Barleti.
Sa traduction de l'Histoire de Georges Castriot, surnommé Scanderberg, roy d'Albanie paraît en 1576. La sixième édition, parue en 1621, est due à Nicolas Faret, qui y ajoute une chronologie. Elle s'intitule Histoire de Georges Castriot, surnommé Scanderbeg, roy d'Albanie, contenant ses mémorables victoires à l'encontre des Turcs, pour la foy de Jésus-Christ, recueillie et poursuivie jusques à la mort de Mahomet II, par Jacques de Lavardin. Dernière édition, augmentée d'une chronologie turquesque où sont représentées les choses les plus remarquables advenues depuis Mahomet II jusques à Otthoman II.
Une première traduction en français de La Célestine avait été publiée par Galliot du Pré (imprimée par Nicolas Cousteau) en 1527 sous le titre Célestine, en laquelle est traicté des déceptions des serviteurs envers leurs maistres et des macquerelles envers les amoureux, translaté d'ytalien en françois. L'adaptation de Jacques de Levardin, qui date de 1577, a pour titre La Célestine, fidellement repurgée et mise en meilleure forme par Jacques de Lavardin, tragicomédie jadis espagnole. Elle fut plusieurs fois rééditée.
Jacques de Lavardin est le frère du théologien et traducteur Jean de Lavardin, abbé de l'Estoile.